# Менезе (општина)
Менезе (њем. Möhnesee) општина је у њемачкој савезној држави Северна Рајна-Вестфалија. Једно је од 14 општинских средишта округа Зоест. Према процјени из 2010. у општини је живјело 11.422 становника. Посједује регионалну шифру (AGS) 5974032, NUTS (DEA5B) и LOCODE (DE MNS) код.

## Географски и демографски подаци
Менезе се налази у савезној држави Северна Рајна-Вестфалија у округу Зоест. Општина се налази на надморској висини од 226 метара. Површина општине износи 123,4 km². У самом мјесту је, према процјени из 2010. године, живјело 11.422 становника. Просјечна густина становништва износи 93 становника/km².

## Међународна сарадња
| Мјесто | Држава    | Врста сарадње | Од    |
| ------ | --------- | ------------- | ----- |
|        | Француска | контакт       | 1980. |
| Извор  |           |               |       |